# Sambirano-Mausmaki
Der Sambirano-Mausmaki (Microcebus sambiranensis) ist eine auf Madagaskar lebende Primatenart aus der Gattung der Mausmakis innerhalb der Gruppe der Lemuren.

## Merkmale
Sambirano-Mausmakis sind nach den Berthe-Mausmakis die zweitkleinsten Vertreter ihrer Gattung und somit die zweitkleinsten Primaten. Sie erreichen eine Kopfrumpflänge von 11 bis 12 Zentimeter, wozu noch ein 13 bis 15 Zentimeter langer Schwanz kommt. Ihr Gewicht beträgt 38 bis 51 Gramm. Ihr Fell ist am Rücken rötlich gefärbt, der Bauch ist weiß oder beige. Der Kopf mit den großen Augen ist eher orangefarben, zwischen den Augen befindet sich ein heller Fleck.

## Verbreitung und Lebensweise

Verbreitungsgebiet des Sambirano-Mausmakis (rot)

Diese Mausmakis sind nur aus der Sambirano-Region im nordwestlichen Madagaskar bekannt, wo sie im Manongarivo-Reservat und auf der Ampasindava-Halbinsel vorkommen. Ihr Lebensraum sind tropische Regenwälder.
Über die Lebensweise dieser Art ist kaum etwas bekannt. Sie ist nachtaktiv und hält sich überwiegend in den Bäumen auf, wo sie sich auf allen vieren oder springend fortbewegt. Wie andere Mausmakis dürfte sie tagsüber in Baumhöhlen oder Blätternestern schlafen und sich allesfresserisch sowohl von Früchten und anderen Pflanzenteilen als auch von Insekten ernähren.

## Gefährdung
Die Zerstörung seines Lebensraum stellt die Hauptbedrohung für den Sambirano-Mausmaki dar. Sein Verbreitungsgebiet umfasst weniger als 5000 km² und ist stark fragmentiert. Die IUCN listet die Art als „stark gefährdet“ (endangered).